# Walter Schaffner
Walter Schaffner (* 26. Oktober 1944 in Aarau) ist ein Schweizer Molekularbiologe. Er war Direktor des Instituts für Molekularbiologie an der Universität Zürich.

## Leben und Wirken
Schaffner studierte Zoologie an der Universität Zürich mit dem Diplom bei Ernst Hadorn 1970 und erhielt 1974 ein Zertifikat in Molekularbiologie der Schweizerischen Kommission für Molekularbiologie (SKMB). 1976 wurde er bei Charles Weissmann an der Universität Zürich mit Auszeichnung in Molekularbiologie promoviert (Dissertation: The nanovariant RNAs : nucleotide sequence and interaction with {\displaystyle Q_{\beta }} replicase) und er war als Post-Doktorand bei Frederick Sanger in Cambridge und 1977/78 am Cold Spring Harbor Laboratory. Er wurde Gruppenleiter unter Max Birnstiel am Institut für Molekularbiologie II der Universität Zürich und 1979 Assistenzprofessor. 1987 wurde er ordentlicher Professor und Direktor des Instituts für Molekularbiologie II und 1999 bis 2007 war er Direktor beider Institute für Molekularbiologie.
Er gehörte Anfang der 1980er Jahre zu den Erstentdeckern von Enhancern beim Tumorvirus SV40. Er klonierte dieses regulatorische Element des Virus vor den Promotor des β-Globingens und konnte so mit diesem Plasmid transfizierte Zellen zur Produktion von β-Globin anregen. Von ihm stammt das Wort Enhancer für diese Gene.
1984 erhielt er den Preis für Nachwuchswissenschaftler der Federation of European Biochemical Societies (FEBS) und 1985 wurde er Lecturer der FEBS. Seit 1984 ist er gewähltes Mitglied der European Molecular Biology Organization. 1986 erhielt er den Cloëtta-Preis, 1987 wurde er Ehrendoktor an der Universität Uppsala, 1989 erhielt er den Louis-Jeantet-Preis und 1991 wurde er Mitglied der Academia Europaea. 2002 wurde er Mitglied des Schweizer Forschungsrats. 1999 erhielt er den Carus-Preis. 